# Prosimir
Prosimir – staropolskie imię męskie, złożone z członów Prosi- ("prosić") i -mir ("pokój, spokój, dobro"). Być może oznaczało "tego, kto negocjuje pokój".
Prosimir imieniny obchodzi 1 lutego, 9 czerwca i 22 września.
Od tego imienia pochodzą liczne nazwy miejscowości, jak np. Proszkowo.